# Blue Max (videogioco)
Blue Max è un videogioco sviluppato nel 1983 dalla Synapse Software, pubblicato per Commodore 64 e Atari 8-bit. Nel 1984 il videogioco è stato convertito per ZX Spectrum dalla U.S. Gold. Nel videogioco, a scorrimento diagonale, il giocatore controlla un biplano Sopwith Camel durante la prima guerra mondiale, impegnato nella missione di abbattere i nemici e bombardare degli obiettivi a terra.
Il nome del videogioco deriva dalla decorazione tedesca Pour le Mérite, informalmente chiamata Blue Max in inglese.
Nel 1984 uscì un seguito del gioco, con ambientazione fantascientifica, Blue Max 2001.

## Modalità di gioco
Il gioco presenta una visuale isometrica con scorrimento dello schermo in diagonale, dal lato inferiore sinistro verso il lato superiore destro, in modo simile a Zaxxon. Il giocatore controlla il biplano inglese Sopwith Camel durante la prima guerra mondiale, che può spostarsi orizzontalmente rispetto allo schermo e cambiare altitudine, sparare in avanti o sganciare bombe, queste ultime con munizioni limitate. Si può impostare come opzione l'effetto della gravità, per cui l'aereo perde quota da solo se non si spingono i comandi.
Scopo delle missioni è bombardare installazioni, fabbriche, aeroporti, mezzi nemici, evitando o abbattendo contemporaneamente i biplani avversari.
Quando si viene colpiti dagli aerei nemici o dalla contraerea si subiscono danni specifici, come mancato funzionamento delle armi o perdite dal serbatoio di carburante.
Il giocatore ha periodicamente la possibilità di atterrare nelle basi alleate per rifornire il proprio apparecchio con carburante e munizioni e riparare i danni. Singolare è la possibilità di volare anche dopo avere esaurito il carburante sfruttando il volo planato nel tentativo di raggiungere ugualmente una base alleata. 
Il tema musicale del videogioco è Rule, Britannia!.